# Collegio uninominale Emilia-Romagna - 04 (Senato della Repubblica 2017)
Il collegio elettorale uninominale Emilia-Romagna - 04 è stato un collegio elettorale uninominale della Repubblica Italiana per l'elezione del Senato tra il 2017 ed il 2022.

## Territorio
Come previsto dalla legge elettorale italiana del 2017, il collegio era stato definito tramite decreto legislativo all'interno della circoscrizione Emilia-Romagna.
Era formato dal territorio di 26 comuni: Alto Reno Terme, Bologna, Camugnano, Casalecchio di Reno, Castel d'Aiano, Castel di Casio, Castel San Pietro Terme, Castiglione dei Pepoli, Gaggio Montano, Grizzana Morandi, Lizzano in Belvedere, Loiano, Marzabotto, Medicina, Monghidoro, Monte San Pietro, Monterenzio, Monzuno, Ozzano dell'Emilia, Pianoro, San Benedetto Val di Sambro, San Lazzaro di Savena, Sasso Marconi, Valsamoggia, Vergato, Zola Predosa.
Il collegio era parte del collegio plurinominale Emilia-Romagna - 01.

## Eletti
| Elezione | Elezione | Senatore               | Partito                |
| -------- | -------- | ---------------------- | ---------------------- |
|          | 2018     | Pier Ferdinando Casini | Centristi per l'Europa |

## Dati elettorali

### XVIII legislatura
Come previsto dalla legge elettorale, 116 senatori erano eletti con sistema a maggioranza relativa in altrettanti collegi uninominali a turno unico.
| Candidati              | Candidati                        | Voti    | %     | Liste                           | Voti    | %     |
| ---------------------- | -------------------------------- | ------- | ----- | ------------------------------- | ------- | ----- |
|                        | Pier Ferdinando Casini ✔️ Eletto | 121 898 | 34,16 | Partito Democratico             | 100 815 | 28,25 |
| +Europa                | Pier Ferdinando Casini ✔️ Eletto | 121 898 | 34,16 | 15 107                          | 4,23    |       |
| Italia Europa Insieme  | Pier Ferdinando Casini ✔️ Eletto | 121 898 | 34,16 | 3 575                           | 1,00    |       |
| Civica Popolare        | Pier Ferdinando Casini ✔️ Eletto | 121 898 | 34,16 | 2 401                           | 0,67    |       |
|                        | Elisabetta Brunelli              | 99 824  | 27,97 | Lega                            | 53 614  | 15,02 |
| Forza Italia           | Elisabetta Brunelli              | 99 824  | 27,97 | 33 245                          | 9,32    |       |
| Fratelli d'Italia      | Elisabetta Brunelli              | 99 824  | 27,97 | 11 526                          | 3,23    |       |
| Noi con l'Italia - UDC | Elisabetta Brunelli              | 99 824  | 27,97 | 1 439                           | 0,40    |       |
|                        | Michela Montevecchi              | 87 052  | 24,39 | Movimento 5 Stelle              | 87 052  | 24,39 |
|                        | Vasco Errani                     | 30 937  | 8,67  | Liberi e Uguali                 | 30 937  | 8,67  |
|                        | Francesca Fortuzzi               | 7 178   | 2,01  | Potere al Popolo!               | 7 178   | 2,01  |
|                        | Walter Aiello                    | 3 003   | 0,84  | Partito Comunista               | 3 003   | 0,84  |
|                        | Giulia Stampacchia               | 1 957   | 0,55  | Il Popolo della Famiglia        | 1 957   | 0,55  |
|                        | Massimiliano Palmieri            | 1 709   | 0,48  | CasaPound                       | 1 709   | 0,48  |
|                        | Katia Giannini                   | 1 405   | 0,39  | Italia agli Italiani            | 1 405   | 0,39  |
|                        | Michele Terra                    | 816     | 0,23  | Per una Sinistra Rivoluzionaria | 816     | 0,23  |
|                        | Olindo Ferri                     | 586     | 0,16  | PRI - ALA                       | 586     | 0,16  |
|                        | Pietro Ricca                     | 506     | 0,14  | Destre Unite - Forconi          | 506     | 0,14  |
| Totale                 | Totale                           | 356 871 | 100   |                                 | 356 871 | 100   |
|                        |                                  |         |       |                                 |         |       |
| Voti non validi        | Voti non validi                  | 9 775   | 2,67  |                                 |         |       |
| Votanti                | Votanti                          | 366 646 | 77,65 |                                 |         |       |
| Elettori               | Elettori                         | 472 197 |       |                                 |         |       |